# Zhengzhou Greenland Central Plaza
La Zhengzhou Greenland Central Plaza (郑东绿地中心) è un complesso costituito da due grattacieli gemelli che ospitano uffici situato a Zhengzhou, in Cina.
I due edifici vengono chiamati Zhengzhou Eastern Center South Tower e Zhengzhou Eastern Center North Tower. Entrambi sono alti 284 metri sono composti da 63 piani. Completate alla fine del 2016, le due torri sono diventate dal 2017 gli edifici più alti di Zhengzhou, superando il Zhengzhou Greenland Plaza alto 280 metri.